# Jaenam Musul Won Foundation

## História
A Jae Nam Moo Sool Won ou Jae Nam Mu Sul Won é o Quartel General da International HKD Federation - IHF, uma organização global de Artes marciais criada após a morte do Grão Mestre "Kuksanim" Myung Jae Nam. A Jae Nam Moo Sool Won fica localizada em Yongin, província de Gyeonggi, Coreia do Sul.
The Jae Nam Moo Sool Won foi criada após a morte de Myung Jae Nam em 1999. Esta fundação zela pelo desenvolvimento contínuo e pela divulgação do Hapkido-Hankido-Hankumdo e Hwal Bup da I.H.F. - International HKD Federation.
O seu presidente e fundador é o Grão-Mestre Myung Sung-kwang, filho de Myung Jae Nam. 